# Claude Lelièvre
Pour les articles homonymes, voir Lelièvre.
Claude Lelièvre, né le 25 juin 1941, est un historien de l'éducation français.

## Biographie

### Formation
Après des études de philosophie, Claude Lelièvre se spécialise en histoire de l'éducation, particulièrement dans l'histoire des politiques scolaires aux XIXe et XXe siècles, et obtient un doctorat en sciences de l'éducation (1979) et un doctorat d'État ès lettres et sciences humaines (1985).

### Carrière
Il est professeur (aujourd'hui émérite) à l'université Paris-Descartes.
Il a notamment participé aux travaux de la commission Thélot, dans le cadre du débat national sur l’avenir de l’École (2003-2004),.
Il a rejoint en juillet 2011 l'équipe de campagne de Martine Aubry pour l'élection présidentielle de 2012, chargé de l'Education avec Bruno Julliard .
Il est souvent invité par les médias sur les questions liées aux réformes scolaires, par exemple sur France Culture dans les émissions Rue des Écoles.

## Publications
- L'Enseignement agricole dans le département de la Somme de 1850 à 1914,  PUF, 1986
- Les Institutions d'éducation populaire dans la Somme (1900-1940), PUF, 1987
- Histoire des institutions scolaires, 1789-1989 Nathan, 1990
- Histoire biographique de l'enseignement en France, avec Christian Nique, Éditions Retz,  1990
- Histoire de la scolarisation des filles (en collaboration avec Françoise Lelièvre), Nathan, 1991
- La République n'éduquera plus, la fin du mythe Ferry, avec Christian Nique, Plon, 1993
- Bâtisseurs d'école histoire biographique de l'enseignement en France, avec Christian Nique, Nathan pédagogie, 1994
- L'École des présidents de Charles de Gaulle à François Mitterrand, avec Christian Nique, Odile Jacob, 1995
- L'École à la française en danger ?, Nathan pédagogie, 1996
- Jules Ferry : la République éducatrice, Hachette éducation, 1999
- Les Rois de France enfants chéris de la République, Éditions Bartillat, 1999
- L’Histoire des femmes publiques contée aux enfants (en collaboration avec Françoise Lelièvre), PUF, 2001
- Les Politiques scolaires mises en examen, ESF, 2002 (2006, nouvelle édition augmentée)
- L’École obligatoire : pour quoi faire ? une question trop souvent éludée  Retz, 2004.
- Les Profs, l’École et la Sexualité (en collaboration avec Francis Lec), Odile Jacob, 2005
- Histoires vraies des violences à l’école, avec Francis Lec, Fayard, 2007
- Faut-il en finir avec le collège unique ?, entretiens croisés de Bernard Kuntz et de Philippe Meirieu ; préface d’Emmanuel Davidenkoff, Magnard,  2009
- L'école est-elle adaptée à la petite enfance ?, entretiens croisés de Jack Lang et Nadine Morano, préface d’Emmanuel Davidenkoff, Magnard,  2009
- Le niveau baisse-t-il vraiment ? entretiens croisés de Fanny Capel et François Dubet ; préface d’Emmanuel Davidenkoff, Magnard, 2009
- Faut-il plus de compétition à la fac ?, entretiens croisés de Benoist Apparu et de Bruno Julliard ; préface d'Emmanuel Davidenkoff ; Magnard, 2009
- Faut-il supprimer la carte scolaire ?, entretiens croisés d'Alain Madelin et de Gérard Aschieri, préface d’Emmanuel Davidenkoff, Magnard, 2009
- L’École républicaine ou l’histoire manipulée ; une dérive réactionnaire, éditions Le Bord de l’eau, 2022.